# Conciliazione (diritto italiano)
La conciliazione, nel diritto italiano, è un modo di risoluzione delle controversie civili attraverso il quale le controparti raggiungono un accordo mediante l'ausilio di un terzo.
Si dice giudiziale, quando il terzo è un giudice, di solito lo stesso chiamato e risolvere la controversia; stragiudiziale quando è svolta al di fuori del giudizio, ed è riservata ad un conciliatore, ovvero un soggetto anche professionale, che funge da mediatore. In tutti i casi, la conciliazione presuppone una libera determinazione delle parti, anche se raggiunta con l'aiuto di un terzo.

## Descrizione generale
È disciplinata dal decreto legislativo 4 marzo 2010, n. 28, e tendenzialmente la conciliazione è possibile in tutti i settori, ma – al pari dell'arbitrato – presuppone che la lite riguardi dei cosiddetto diritti disponibili, ossia i diritti di cui i soggetti possono disporre, in genere di tipo patrimoniale.
La conciliazione ha poi assunto un differente e ulteriore significato: quello di possibile esito positivo della cd. mediazione civile. Quest'ultima rappresenta un nuovo istituto giuridico finalizzato, per espressa previsione normativa, a far giungere le parti appunto a una conciliazione.

## Tipologie

### Conciliazione lavoristica
La conciliazione in materia di lavoro è possibile in tre modalità:
- conciliazione stragiudiziale, regolata dal Codice di procedura civile agli art. 410 e seguenti
- conciliazione monocratica, regolata dall'art. 11 del D. Lgs. n. 124/2004
- conciliazione sindacale, prevista dai contratti od accordi sindacali

#### Conciliazione stragiudiziale
La conciliazione stragiudiziale, sino alla entrata in vigore della legge n. 183 del 4/11/2010, era obbligatoria e costituiva condizione di procedibilità della successiva eventuale azione giudiziaria innanzi al giudice del lavoro.
Il convenuto doveva eccepire il mancato espletamento del tentativo di conciliazione nella memoria difensiva (art. 416 c.p.c.) ed il Giudice poteva rilevarlo d'ufficio non oltre l'udienza di discussione.
Dopo la legge n. 183/2010 è divenuta facoltativa, per cui le parti possono ricorrere direttamente al giudice del lavoro.
Altra modifica di rilievo è costituita dall'abrogazione degli articoli 65 e 66 del Dlgs 165/2001, pertanto la procedura dei tentativi di conciliazione non si differenzia più a seconda che il datore di lavoro sia pubblico o privato.
Secondo l'art. 410 c.p.c. chiunque voglia far valere un diritto inerente ai rapporti di diritto privato di cui all'art. 409 c.p.c. può preventivamente esperire, anche tramite un sindacato, il tentativo di conciliazione innanzi alla Commissione di conciliazione, presso la Direzione provinciale del lavoro.
La Commissione, è formata con provvedimento del Direttore della Direzione provinciale del lavoro ed è istituita in ogni Provincia, ed è composta:
- dal direttore stesso, da un suo delegato o da un magistrato collocato a riposo, in qualità di Presidente;
- da quattro rappresentanti effettivi e da quattro supplenti dei datori di lavoro;
- da quattro rappresentanti effettivi e da quattro supplenti dei lavoratori, designati dalle rispettive organizzazioni sindacali maggiormente rappresentative su base territoriale e non più nazionale.

Per la validità della riunione è necessaria la presenza del presidente e di almeno un rappresentante dei datori di lavoro e di uno dei lavoratori.
Ricevuta la richiesta, si tenta la conciliazione della controversia, convocando le parti.
La comunicazione della richiesta di espletamento del tentativo di conciliazione interrompe la prescrizione e sospende, per la durata del tentativo di conciliazione e per i venti giorni successivi alla sua conclusione, il decorso di ogni termine di decadenza.
Gli esiti possono essere due:
- se il tentativo di conciliazione non riesce e non si raggiunge l'accordo tra le parti, la commissione di conciliazione deve formulare una proposta per la bonaria definizione della controversia. Se la proposta non è accettata, i termini di essa sono riassunti nel verbale con indicazione delle valutazioni espresse dalle parti. Delle risultanze della proposta formulata dalla commissione e non accettata senza adeguata motivazione il giudice tiene conto in sede di giudizio.

Ove il tentativo di conciliazione sia stato richiesto dalle parti, al successivo ricorso depositato avanti al giudice del lavoro ai sensi dell'articolo 415 cpc devono essere allegati i verbali e le memorie concernenti il tentativo di conciliazione non riuscito. Il processo verbale di avvenuta conciliazione è
depositato presso la Direzione provinciale del lavoro a cura di una delle parti o per il tramite di un'associazione sindacale. Il direttore, o un suo delegato, accertatane l'autenticità, provvede a
depositarlo nella cancelleria del tribunale nella cui circoscrizione è stato redatto. Il giudice, su istanza della parte interessata, accertata la regolarità formale del verbale di conciliazione, lo
dichiara esecutivo con decreto.
- Nel caso in cui la controparte intende accettare la procedura di conciliazione, comunque deposita presso la commissione di conciliazione, entro venti giorni dal ricevimento della copia della richiesta, una memoria contenente le difese e le eccezioni in fatto e in diritto, nonché le eventuali domande in via riconvenzionale. Ove ciò non avvenga, ciascuna delle parti è libera di adire l'autorità giudiziaria. Entro i dieci giorni successivi al deposito, la commissione fissa la comparizione delle parti per il tentativo di conciliazione, che deve essere tenuto entro i successivi trenta giorni. Dinanzi alla commissione il lavoratore può farsi assistere anche da un'organizzazione cui aderisce o conferisce mandato.

La conciliazione della lite da parte di chi rappresenta la pubblica amministrazione, anche in sede giudiziale ai sensi dell'articolo 420 cpc, commi primo, secondo e terzo, non può dar luogo a responsabilità, salvi i casi di dolo e colpa grave.
- se il tentativo di conciliazione riesce, la Commissione forma un verbale di conciliazione, sottoscritto dalle parti e dal Presidente del collegio. Il verbale è poi depositato presso la cancelleria del giudice del lavoro competente per territorio, che, su istanza di parte, lo dichiara esecutivo con decreto, acquistando efficacia di titolo esecutivo.

È prevista anche la creazione di un Collegio arbitrale in seno alla Commissione di Conciliazione.
In qualunque fase del tentativo di conciliazione, le parti possono affidare, anche per ambiti parziali, la risoluzione della lite alla stessa Commissione di conciliazione, conferendole però mandato a risolvere in via arbitrale la controversia; in questo caso la Commissione perde le vesti di organo meramente consultivo e assume i poteri del Collegio arbitrale responsabile del lodo finale.
Nel conferire il mandato per la risoluzione arbitrale della
controversia, le parti devono indicare:
- il termine per l'emanazione del lodo, che non può comunque superare i sessanta giorni dal conferimento del mandato, spirato il quale l'incarico deve intendersi revocato;
- le norme invocate dalle parti a sostegno delle loro pretese e l'eventuale richiesta di decidere secondo equità, nel rispetto dei principi generali dell'ordinamento e dei principi regolatori della materia, anche derivanti da obblighi comunitari.

Il lodo emanato a conclusione dell'arbitrato, sottoscritto dagli arbitri e autenticato, produce tra le parti gli effetti di cui all'articolo 1372 e all'articolo 2113, quarto comma, del codice civile. Il lodo è impugnabile ai sensi dell'articolo 808-ter cpc. Sulle controversie aventi ad oggetto la validità del lodo arbitrale
irrituale, ai sensi dell'articolo 808-ter cpc, decide in unico grado il tribunale, in funzione di giudice del lavoro, nella cui circoscrizione è la sede dell'arbitrato. Il ricorso è depositato entro il termine di trenta giorni dalla notificazione del lodo.
Decorso tale termine, o se le parti hanno comunque dichiarato per iscritto di accettare la decisione arbitrale, ovverso se il ricorso è stato respinto dal tribunale, il lodo è depositato nella
cancelleria del tribunale nella cui circoscrizione è la sede dell'arbitrato. Il giudice, su istanza della parte interessata, accertata la regolarità formale del lodo arbitrale, lo dichiara
esecutivo con decreto.
Il nuovo articolo 412 quater del cpc prevede anche la facoltà di avvalersi di un Collegio di Conciliazione ed Arbitrato irrituale.
Il nuovo collegio è composto da un rappresentante di ciascuna delle parti e da un terzo membro, in funzione di presidente, scelto di comune accordo dagli arbitri di parte tra i professori universitari di materie giuridiche e gli avvocati ammessi al patrocinio davanti alla Corte di Cassazione.
La parte che intenda ricorrere al collegio di conciliazione e arbitrato deve notificare all'altra parte un ricorso sottoscritto, salvo che si tratti di una pubblica amministrazione, personalmente o
da un suo rappresentante al quale abbia conferito mandato e presso il quale deve eleggere il domicilio. Il ricorso deve contenere la nomina dell'arbitro di parte e indicare l'oggetto della domanda, le ragioni
di fatto e di diritto sulle quali si fonda la domanda stessa, i mezzi di prova e il valore della controversia entro il quale si intende limitare la domanda. Il ricorso deve contenere il riferimento alle norme invocate dal ricorrente a sostegno della sua pretesa e l'eventuale richiesta di decidere secondo equità, nel rispetto dei principi generali dell'ordinamento e dei principi regolatori della materia, anche derivanti da obblighi comunitari.
Se la parte convenuta intende accettare la procedura di conciliazione e arbitrato nomina il proprio arbitro di parte, il quale entro trenta giorni dalla notifica del ricorso procede, ove possibile, concordemente con l'altro arbitro, alla scelta del presidente e della sede del collegio. Ove ciò non avvenga, la parte che ha presentato ricorso può chiedere che la nomina sia fatta dal presidente del tribunale nel cui circondario è la sede dell'arbitrato. Se le parti non hanno ancora determinato la sede, il ricorso è presentato al presidente del tribunale del luogo in cui è sorto il rapporto di lavoro o ove si trova l'azienda o una sua dipendenza alla quale è addetto il lavoratore o presso la quale egli prestava la sua opera al momento della fine del rapporto.
In caso di scelta concorde del terzo arbitro e della sede del collegio, la parte convenuta, entro trenta giorni da tale scelta, deve depositare presso la sede del collegio una memoria difensiva
sottoscritta, salvo che si tratti di una pubblica amministrazione, da un avvocato cui abbia conferito mandato e presso il quale deve eleggere il domicilio. La memoria deve contenere le difese e le
eccezioni in fatto e in diritto, le eventuali domande in via riconvenzionale e l'indicazione dei mezzi di prova.
Entro dieci giorni dal deposito della memoria difensiva il ricorrente
può depositare presso la sede del collegio una memoria di replica senza modificare il contenuto del ricorso. Nei successivi dieci giorni il convenuto può depositare presso la sede del collegio una controreplica senza modificare il contenuto della memoria difensiva.
Il collegio fissa il giorno dell'udienza, da tenere entro trenta giorni dalla scadenza del termine per la controreplica del convenuto, dandone comunicazione alle parti, nel domicilio eletto, almeno dieci
giorni prima.
All'udienza il collegio esperisce il tentativo di conciliazione. Se la conciliazione riesce, si applicano le disposizioni dell'articolo 411, commi primo e terzo.
Se la conciliazione non riesce, il collegio provvede, ove occorra, a interrogare le parti e ad ammettere e assumere le prove, altrimenti invita all'immediata discussione orale. Nel caso di ammissione delle
prove, il collegio può rinviare ad altra udienza, a non più di dieci giorni di distanza, l'assunzione delle stesse e la discussione orale.
La controversia è decisa, entro venti giorni dall'udienza di discussione, mediante un lodo. Il lodo emanato a conclusione dell'arbitrato, sottoscritto dagli arbitri e autenticato, produce tra
le parti gli effetti di cui agli articoli 1372 e 2113, quarto comma, del codice civile. Il lodo è impugnabile ai sensi dell'articolo 808-ter cpc. Sulle controversie aventi ad oggetto la validità del lodo arbitrale irrituale, ai sensi dell'articolo 808-ter cpc, decide in unico grado il tribunale, in funzione di giudice del lavoro, nella cui circoscrizione è la sede dell'arbitrato. Il ricorso è depositato entro il termine di trenta giorni dalla notificazione del lodo.
Decorso tale termine, o se le parti hanno comunque dichiarato per iscritto di accettare la decisione arbitrale, ovvero se il ricorso è stato respinto dal tribunale, il lodo è depositato nella cancelleria
del tribunale nella cui circoscrizione è la sede dell'arbitrato. Il giudice, su istanza della parte interessata, accertata la regolarità formale del lodo arbitrale, lo dichiara esecutivo con decreto.
Il compenso del presidente del collegio è fissato in misura pari al 2 per cento del valore della controversia dichiarato nel ricorso ed è versato dalle parti, per metà ciascuna, presso la sede del collegio mediante assegni circolari intestati al presidente almeno cinque giorni prima dell'udienza. Ciascuna parte provvede a compensare l'arbitro da essa nominato. Le spese legali e quelle per il compenso del presidente e dell'arbitro di parte, queste ultime nella misura dell'1 per cento del suddetto valore della controversia, sono liquidate nel lodo ai sensi degli articoli 91 cpc, primo comma, e 92 cpc.

#### Conciliazione monocratica
La conciliazione monocratica è stata introdotta dall'art. 11 del D. Lgs. n. 124/2004. Esso prevede che nelle ipotesi di richieste di intervento ispettivo alla Direzione provinciale del lavoro dalle quali emergano elementi per una soluzione conciliativa della controversia, la Direzione può, mediante un proprio funzionario, anche con qualifica di Ispettore del lavoro, avviare il tentativo di conciliazione sulle questioni segnalate. Sono conciliabili solo gli aspetti in cui non si ravvisino estremi di reato, o anche solo il fumus.
Le parti convocate hanno la facoltà, ma non l'obbligo, di farsi assistere da associazioni o organizzazioni sindacali ovvero da professionisti cui abbiano conferito specifico mandato.
Convocati innanzi al solo funzionario – da cui il nome "conciliazione monocratica" – in caso di accordo, al verbale sottoscritto non si applicano i commi 1, 2 e 3 dell'art. 2113, del codice civile. Non vi sono termini per la convocazione, ma in genere esse vengono evase in 60 giorni.
L'esito della conciliazione potrà essere:
- accordo tra datore di lavoro e lavoratore. Viene compilato un verbale, e caratteristica della conciliazione è quella di pagare i contributi previdenziali e assicurativi, riferiti non alle somme richieste dal lavoratore, bensì sulle somme concordate in sede conciliativa, in relazione al periodo lavorativo riconosciuto dalle parti, nonché con l'ovvio pagamento delle somme dovute al lavoratore. Beneficio premiale che la distingue dalla predetta conciliazione obbligatoria, è che l'esito positivo estingue il procedimento ispettivo. In sostanza non si procederà con le sanzioni amministrative che eventualmente vi potrebbero essere. La documentazione, al fine di verificare l'avvenuto versamento dei contributi previdenziali e assicurativi, è trasmesso dalla Direzione provinciale del lavoro all'INPS, all'INAIL, all'ENPALS, e agli enti previdenziali interessati;
- mancato accordo, ovvero di assenza di una o di entrambe le parti convocate, attestata da apposito verbale. In tal caso la Direzione provinciale del lavoro dà seguito agli accertamenti ispettivi. La procedura conciliativa può aver luogo nel corso della attività di vigilanza qualora l'Ispettore del lavoro ritenga che ricorrano i presupposti per una soluzione conciliativa.

#### Conciliazione sindacale
La conciliazione sindacale è regolata dalle norme previste dai contratti collettivi o dagli accordi in materia di lavoro, ed è affidata esclusivamente ai sindacati. Esse variano a seconda del tipo di contratto, ma in genere prevedono una procedura snella e poco formalizzata. Unico obbligo, al fine della validità esecutiva della conciliazione, è quello del deposito del verbale conciliativo presso gli uffici della Direzione Territoriale del lavoro.
Ai sensi dell’art. 2113, comma primo, c.c. “Le rinunce e le transazioni che hanno per oggetto diritti del prestatore di lavoro derivanti da disposizioni inderogabili della legge e dei contratti o accordi collettivi concernenti i rapporti di cui all’art. 409, Codice di procedura civile, non sono
valide”. Ciò significa che le rinunce e transazioni fatte dal lavoratore sono sempre impugnabili nel termine di sei mesi dalla sottoscrizione dell'accordo; per evitare l’eventuale impugnazione delle rinunce e delle transazioni e rendere la conciliazione, per così dire, “valida ab origine” o “tombale”, il
datore di lavoro e il lavoratore possono stipulare il verbale di conciliazione in una delle c.d. “sedi protette” di cui all’art. 2113, comma quarto, c.c.,
tra cui, appunto, la conciliazione in sede sindacale, dove la posizione del lavoratore (ritenuta parte debole del rapporto di lavoro) è tutelata dall’intervento di un sindacalista che garantisce l’assenza di un condizionamento della volontà del medesimo lavoratore, riportando un equilibrio tra le parti.

### Mediazione civile
Il Decreto Legislativo n. 28 del 4 marzo 2010, introducendo in Italia l'istituto della mediazione civile (obbligatoria o facoltativa), fa riferimento al termine conciliazione. L'intento però è quello di ridimensionare la portata di detto termine definendone espressamente il significato. La norma dispone infatti che, nell'ambito della mediazione civile, la conciliazione costituisca soltanto il semplice risultato del procedimento di mediazione civile e non il nome con cui identificare il nuovo istituto. Tutto questo allo scopo di distinguere la mediazione civile e commerciale da altre preesistenti forme di risoluzione delle controversie, quali appunto la conciliazione lavoristica o la conciliazione presso le Camere di Commercio.

### Conciliazione tributaria
L'istituto della conciliazione tributaria è stato introdotto, a regime, con l'art. 48 del D.lgs. 546/92, che ha disciplinato il nuovo processo tributario, entrato in vigore ad aprile del 1998. La norma consente al contribuente ricorrente e all'ente impositore di addivenire, in pendenza di un giudizio instaurato presso la competente Commissione tributaria provinciale, ad una composizione bonaria della controversia. L'iniziativa per l'attivazione della procedura conciliativa può partire oltre che da una della parti, anche della Commissione tributaria adita, alla quale le parti potranno aderire sottoscrivendo, in udienza, il verbale di conciliazione, con il quale stabiliscono i nuovi termini della questione controversa, sia sotto il profilo quantitativo che qualiatativo. Ove non sia possibile l'immediata composizione, la Commissione dà termine alle parti di accordarsi, rinviando l'udienza ad una data che non superi i sessanta giorni (termine non perentorio). Il verbale sottoscritto in udienza costituisce titolo per la riscossione sulla base della definizione della controversia. Entro 20 giorni dalla notifica dell'ordinanza di cessata materia del contendere, emessa dalla Commissione tributaria provinciale, il contribuente versa l'intero importo delle imposte e degli accessori conciliati o la prima rata dello stesso, nel caso in cui gli sia stata accordata, previa esplicita richiesta, il pagamento rateale del carico tributario, che non può superare le otto o dodici rate trimestrali a seconda che l'importo conciliato, comprensivo di imposte interessi e sanzioni sia inferiore o superiore a 50000 €.
Tale procedura va sotto il nome di "conciliazione giudiziale", in quanto avvenuta su iniziativa di un soggetto terzo (il giudice: nel caso la Commissione tributaria provinciale).Ove l'iniziativa parta dal contribuente ricorrente o dall'Ufficio, sempre in pendenza del ricorso presso la competente Commissione tributaria provinciale, si parla di "conciliazione stragiudiziale", che però segue lo stesso iter di quella giudiziale, con la differenza che il verbale viene sottoscritto presso l'Ufficio impositore e la cessata materia del contendere verrà dichiarata dal giudice con l'apposita ordinanza, previa verifica della legittimità della composizione della lite, su richiesta di entrambe le parti dopo il deposito di copia del p.v.c. e l'avvenuto pagamento di quanto dovuto dal contribuente, secondo le modalità previste ed illustrate per la conciliazione giudiziale. Non è ammessa la conciliazione in appello.

### Conciliazione commerciale
Le novità del D.Lgs. 17 gennaio 2003, n. 5, prevedono una conciliazione in materia di diritto societario affidata agli Organismi di Conciliazione iscritti nel registro tenuto presso il Ministero della Giustizia, tra cui le Camere di commercio. Nell'ambito della conciliazione cd commerciale va segnalata la pratica conciliativa entrata in uso tra imprese o associazioni d'impresa e le associazioni dei consumatori riconosciute in base alla legge 281/98.

### La cosiddetta conciliazione penale
Il codice di procedura penale, all'art. 564 (abrogato dalla legge 479/1999, c.d. legge Carotti), contemplava espressamente un tentativo di conciliazione, stabilendo che, in caso di reati perseguibili a querela, il pubblico ministero, anche prima di compiere atti di indagine preliminare, potesse citare il querelante e il querelato a comparire davanti a sé al fine di verificare se il querelante è disposto a rimettere la querela e il querelato ad accettare la remissione, avvertendoli che possono farsi assistere dai difensori.
Il D. Lgs. n. 274/2000, in tema di procedimento penale davanti al Giudice di pace, contiene una previsione chiaramente concepita in chiave conciliativa: in particolare, l'art. 35 prevede che il giudice di pace, sentite le parti e l'eventuale persona offesa, dichiari con sentenza estinto il reato, enunciandone la causa nel dispositivo, quando l'imputato dimostra di aver proceduto, prima dell'udienza di comparizione, alla riparazione del danno cagionato dal reato, mediante le restituzioni o il risarcimento, e di aver eliminato le conseguenze dannose o pericolose del reato. L'art. 2 del medesimo testo normativo prevede inoltre che, nel corso del procedimento, il giudice di pace debba favorire, per quanto possibile, la conciliazione tra le parti.